# Onychopetalum
Onychopetalum es un género de plantas fanerógamas con cinco especies perteneciente a la familia de las anonáceas. Son nativas del sudeste de América meridional.

## Taxonomía
El género fue descrito por Robert Elias Fries y publicado en Acta Horti Bergiani 10: 148, f. 2. 1931. La especie tipo es: Onychopetalum amazonicum

## Especies
- Onychopetalum amazonicum
- Onychopetalum krukoffii
- Onychopetalum lanceolatum
- Onychopetalum lucidum
- Onychopetalum periquino